# Naucleopsis oblongifolia
Naucleopsis oblongifolia är en mullbärsväxtart som först beskrevs av João Geraldo Kuhlmann, och fick sitt nu gällande namn av J.P.P. Carauta. Naucleopsis oblongifolia ingår i släktet Naucleopsis och familjen mullbärsväxter. Inga underarter finns listade i Catalogue of Life.